# تپه یزدانی شمالی
تپه یزدانی شمالی در شهرستان گنبد کاووس، بخش مرکزی، روستای خارطوم واقع شده و این اثر در تاریخ ۲۷ مرداد ۱۳۸۲ با شمارهٔ ثبت ۹۷۵۲ به‌عنوان یکی از آثار ملی ایران به ثبت رسیده است.